# Pselaphochernes becki
Espèce
Pselaphochernes becki est une espèce de pseudoscorpions de la famille des Chernetidae.

## Distribution
Cette espèce est endémique d'Utah aux États-Unis. Elle se rencontre vers Provo.

## Habitat
Ce pseudoscorpion a été observé dans le terrier de Rattus norvegicus et de Microtus sp..

## Description
Le mâle holotype mesure 1,86 mm et la femelle paratype 2,15 mm.

## Étymologie
Cette espèce est nommée en l'honneur de D. Elden Beck (1906–1967).

## Publication originale
- Hoff & Clawson, 1952 : Pseudoscorpions from rodent nests. American Museum Novitates, no 1585, p. 1-38 (texte intégral).